# Fingernagelsporn
Der Fingernagelsporn ist ein Bergsporn in der Lanterman Range der Bowers Mountains im ostantarktischen Viktorialand. Er ragt zwischen dem Indexsporn im Osten und den westlich liegenden Kleinen Sledgersgletscher auf.
Wissenschaftler der deutschen Expedition GANOVEX I (1979–1980) nahmen seine deskriptive Benennung vor.